# Oleh Lujni
Oleh Lujni (ucraïnès: Олег Лужний)  (Lviv, 5 d'agost de 1968) és un exfutbolista ucraïnès de la dècada de 1990 i entrenador.
Fou 8 cops internacional amb la selecció soviètica i 52 amb Ucraïna.
Pel que fa a clubs, defensà els colors de FC Dinamo de Kíev, Arsenal FC i Wolverhampton Wanderers FC.

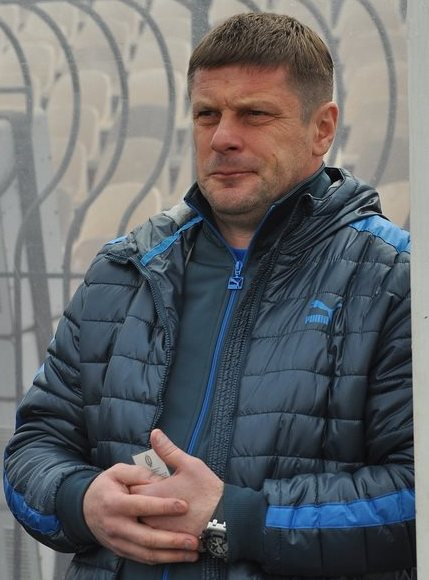
Luzhny durant un partit (2013).